# Zumutbarkeit
Die Zumutbarkeit ist ein unbestimmter Rechtsbegriff vieler Rechtsgebiete und wird ermittelt durch Abwägung der gegenseitigen Interessen verschiedener Rechtssubjekte. In die Abwägung sind die Grundrechte des Betroffenen einzubeziehen.

## Allgemeines
Als zumutbar gilt die Angemessenheit einer Anforderung an ein Verhalten. Es geht im Recht bei der Zumutbarkeit also stets darum, dass ein angemessener Interessenausgleich zwischen den Vertragsparteien stattfinden kann. Da die Rechtssubjekte als Individuen höchst unterschiedliche Interessen vertreten und wahrnehmen, müssen sie die Interessen der anderen Vertragspartei angemessen berücksichtigen, soll der Vertrag nicht an einseitigen Interessen nur einer Partei leiden. Die Pflichterfüllung muss vielmehr von der anderen Partei erwartet werden können.
Liegen diese Voraussetzungen nicht vor, spricht das Gesetz von der Unzumutbarkeit. Die Unzumutbarkeit einer Pflicht setzt die Möglichkeit ihrer Erfüllung voraus. Zumutbarkeit bzw. Unzumutbarkeit wirken jedoch nach Heinrich Henkel nicht normativ, sondern nur regulativ.

## Rechtsfragen

### Zivilrecht
Im Zivilrecht hängt beispielsweise die Beendigung eines Rechtsverhältnisses davon ab, dass ein Festhalten am Vertrag bei Abwägung der gegenseitigen Interessen dem Betroffenen nicht mehr zumutbar ist. Das gilt gemäß § 314 Abs. 1 BGB bei der Kündigung von Dauerschuldverhältnissen (wie etwa beim Arbeitsvertrag, Leihvertrag, Mietvertrag, Pachtvertrag, Kreditvertrag) aus wichtigem Grund, der stets mit Unzumutbarkeit verbunden sein muss.
Beim Wegfall der Geschäftsgrundlage müssen sich nach § 313 Abs. 1 BGB die Umstände, welche zur Vertragsgrundlage geworden sind, nach Vertragsschluss schwerwiegend verändert haben und, hätten die Vertragsparteien den Vertrag nicht oder mit anderem Inhalt geschlossen, wenn sie diese Veränderung vorausgesehen hätten, so kann Anpassung des Vertrags verlangt werden, soweit einem Teil unter Berücksichtigung aller Umstände des Einzelfalls, insbesondere der vertraglichen oder gesetzlichen Risikoverteilung, das Festhalten am unveränderten Vertrag nicht zugemutet werden kann.
Bei der Unmöglichkeit kann der Schuldner seine Pflicht nicht erfüllen, bei der Zumutbarkeit dagegen braucht er sie nicht zu erfüllen, auch wenn er es könnte. Die Verhältnismäßigkeit ist ein „sachbezogener, funktionaler Grundsatz“, die Zumutbarkeit hingegen ein „subjektbezogener, individualisierender Maßstab“.

### Arbeitsrecht
Im Arbeitsrecht kann sich eine Arbeitnehmerin gegenüber der bestehenden Arbeitspflicht auf eine Pflichtenkollision wegen der Personensorge für ihr Kind (§ 1627 BGB) und damit ein Leistungsverweigerungsrecht oder Unzumutbarkeit der Arbeitsleistung nur berufen, wenn unabhängig von der in jedem Fall notwendigen Abwägung der zu berücksichtigenden schutzwürdigen Interessen beider Vertragsparteien überhaupt eine unverschuldete Zwangslage vorliegt.
Eine außerordentliche Kündigung ist zulässig, wenn dem Kündigenden die Fortsetzung des Arbeitsverhältnisses bis zum Ablauf einer  Kündigungsfrist oder bis zu einem vereinbarten Beendigungszeitpunkt nicht zugemutet werden kann (§ 626 Abs. 1 BGB). Da es sich hierbei um eine fristlose Kündigung handelt, muss die außerordentliche Kündigung das äußerste Mittel bleiben. Deswegen erfolgen in diesem Zusammenhang oft zunächst Abmahnungen. 

### Sozialrecht
Gemäß § 2 SGB II müssen erwerbsfähige Betroffene, die Leistungen zur Grundsicherung für Arbeitsuchende beziehen, alle Möglichkeiten zur Beendigung oder Verringerung ihrer Hilfebedürftigkeit ausschöpfen. Eine erwerbsfähige leistungsberechtigte Person muss aktiv an allen Maßnahmen zu ihrer Eingliederung in den Arbeitsmarkt mitwirken, insbesondere eine Eingliederungsvereinbarung abschließen. Wenn eine Erwerbstätigkeit auf dem allgemeinen Arbeitsmarkt in absehbarer Zeit nicht möglich ist, hat die erwerbsfähige leistungsberechtigte Person eine ihr angebotene zumutbare Arbeitsgelegenheit zu übernehmen. Die Zumutbarkeitsklausel des § 10 SGB II stellt die Grundregel auf, dass einer erwerbsfähigen leistungsberechtigten Person jede Arbeit zumutbar ist und macht davon fünf Ausnahmen (etwa weil sie zu der bestimmten Arbeit körperlich, geistig oder seelisch nicht in der Lage ist). § 2 Abs. 5 SGB III fordert, dass die Arbeitnehmer zur Vermeidung oder zur Beendigung von Arbeitslosigkeit insbesondere ein zumutbares Beschäftigungsverhältnis fortzusetzen oder aufzunehmen haben. Dabei sind gemäß § 140 Abs. 1 SGB III einer arbeitslosen Person alle ihrer Arbeitsfähigkeit entsprechenden Beschäftigungen zumutbar, soweit allgemeine oder personenbezogene Gründe der Zumutbarkeit einer Beschäftigung nicht entgegenstehen (Zumutbarkeitsregelung).
Bei der Beurteilung der Zumutbarkeit ist jeweils die Berufsfreiheit des Betroffenen zu berücksichtigen, Art. 12 Abs. 1 GG.

### Strafrecht
Das Reichsgericht (RG) befasste sich im September 1888 mit der Zumutbarkeit einer unechten Unterlassungstat. Die Erwägung von der Befreiung zur Rechtspflicht vom Handeln unter abnormen Umständen bedeute nichts anderes als eine Anerkennung der Zumutbarkeit als Bestandteil der Unterlassungsprüfung. Ist ein Handeln oder Dulden nicht zumutbar, so kann strafrechtlich ein Entschuldigungsgrund vorliegen. Die Zumutbarkeit gilt für viele Straftatbestände, etwa bei Unterlassungsdelikten. Wer demnach bei Unglücksfällen oder gemeiner Gefahr oder Not nicht Hilfe leistet, obwohl dies erforderlich und ihm nach den Umständen auch zuzumuten ist, erfüllt den Tatbestand der unterlassenen Hilfeleistung gemäß § 323c StGB. Bei Fahrlässigkeitsdelikten entfällt stets der Schuldvorwurf, wenn alternatives Handeln in der Tatsituation nicht zumutbar war.
Die Zumutbarkeit spielt ferner eine Rolle bei § 35 StGB (Notstand), § 113 Abs. 4 StGB (Widerstand gegen Vollstreckungsbeamte), § 142 Abs. 3 StGB (Unfallflucht). Im Strafprozessrecht ist die Untersuchung anderer Personen gemäß § 81c Abs. 4 StPO nicht statthaft, wenn sie dem Betroffenen bei Würdigung aller Umstände nicht zugemutet werden kann.

### Umweltrecht
Nach dem Bundes-Immissionsschutzgesetz (BImSchG) genehmigungsbedürftige Anlagen sind unter anderem so zu betreiben, dass Abfälle vermieden werden. Sie sind nicht zu vermeiden, soweit die Vermeidung technisch nicht möglich oder nicht zumutbar ist (§ 5 Abs. 1 Nr. 3 BImSchG).

## International
In Österreich ist die Zumutbarkeit ebenfalls ein Rechtsbegriff. So mindert sich der Unterhaltsanspruch eines Eltern- oder Großelternteils gemäß § 234 Abs. 3 ABGB insoweit, als ihm die Heranziehung des eigenen Vermögens zumutbar ist. Was dem Geschädigten im Rahmen der Schadensminderungspflicht nach § 1304 ABGB und § 1325 ABGB zumutbar ist, bestimmt sich nach den Interessen beider Teile und den Grundsätzen des redlichen Verkehrs. Ob der Zustand eines Weges mangelhaft ist, richtet sich gemäß § 1319a Abs. 2 ABGB danach, was nach der Art des Weges, besonders nach seiner Widmung, für seine Anlage und Betreuung angemessen und zumutbar ist.
In der Schweiz ist die Zumutbarkeit ebenfalls ein Rechtsbegriff, der in Art. 260 Abs. 1 OR die Erneuerung oder Änderungen der Mietsache betrifft, in Art. 321c OR die Zumutbarkeit der Überstundenarbeit regelt oder in Art. 337 Abs. 2 OR die Kündigung eines Arbeitsverhältnisses aus wichtigen Gründen wegen Unzumutbarkeit festlegt. Im Familienrecht regelt Art. 124d ZGB, dass bei Unzumutbarkeit aufgrund einer Abwägung der Vorsorgebedürfnisse beider Ehegatten der verpflichtete Ehegatte dem berechtigten Ehegatten eine Kapitalabfindung schuldet. Die Eltern sind gemäß Art. 276 ZGB von der Unterhaltspflicht in dem Maße befreit, als dem Kinde zugemutet werden kann, den Unterhalt aus seinem Arbeitserwerb oder andern Mitteln zu bestreiten. Während die Beurteilung der Zumutbarkeit gemäß Art. 277 Abs. 2 ZGB eine Rechtsfrage darstellt, handelt es sich bei den zugrunde liegenden konkreten Umständen um Tatfragen.